# Olivio da Rosa
Olivio da Rosa, meglio conosciuto come Ivo (Palmitinho, 2 ottobre 1986), è un calciatore brasiliano, centrocampista svincolato.

## Carriera

### Club
Durante la sua carriera ha vestito la maglia della Juventude, per poi trasferirsi al Palmeiras il 21 febbraio 2010.

## Palmarès

### Club

#### Competizioni statali
- Campionato Catarinense: 1

Criciúma: 2013